# Mark Hinkle
Mark W.A. Hinkle (n. 28 de gener de 1951) és un activista i empresari nord-americà, llibertari. És el Secretari general del Partit Llibertari dels Estats Units. Va ser elegit pels delegats en la convenció nacional llibertària del 2010 a Saint Louis el 30 de maig de 2010.
El 2010, es va postular pel 15è districte del Senat de Califòrnia, ja que estava vacant des que el republicà Abel Maldonado va ser nomenat governador de Lieutenant. Va perdre contra Sam Blakeslee en les eleccions especials el 17 d'agost, 2010.